# Cynthia Weil
Cynthia Weil, (Manhattan (New York), 18 oktober 1940 – Beverly Hills (Californië), 1 juni 2023) vormde samen met haar echtgenoot Barry Mann een van de succesvolste songwriter- en muziekproducenten-teams.

## Geschiedenis
Cynthia Weil was een geschoolde actrice en danseres. Ze ontdekte haar talent als componiste van popsongs en ging naar de muziekuitgeverij Frank Loesser Music Publishing. Van daaruit wisselde ze in 1960 naar Don Kirshners beroemde uitgeverij Aldon Music Publishing, waardoor ze behoorde tot de Brill Building-auteurs. Daar ontmoette ze Barry Mann, toen deze voor Teddy Randazzo net het in april gepubliceerde The Way of a Clown had geschreven.
Weils eerste song ontstond uit de samenwerking met het beroemde auteursechtpaar Gerry Goffin en Carole King, wiens demo-opname werd gezongen door een zekere Jerry Landis (pseudoniem van Paul Simon). De song Echoes werd door Teddy Randazzo weliswaar pas in december 1962 gepubliceerd, de compositie was echter afkomstig uit 1959.
Barry Mann en Cynthia Weil werkten niet alleen professioneel als auteursteam samen, maar trouwden ook op 29 oktober 1961. De eerste gezamenlijke compositie van het pas getrouwde paar was in dezelfde maand Bless You voor Tony Orlando, die vanaf 1970 als leadzanger van de band Dawn veel successen had. Meestal was de werkverdeling zo, dat Mann de muziek componeerde en Weil de teksten schreef.
De tot nu toe succesvolste samenwerking van het echtpaar was My Dad (november 1962, 6e plaats) voor Paul Peterson. Met On Broadway (januari 1963) ontstond een klassieker voor The Drifters, waarbij Mann te beluisteren is op de piano en Dionne Warwick bij het achtergrondkoor zingt. De opname bevat ook een gitaarsolo van Phil Spector, die toentertijd een van de vele getalenteerde songwriters/auteurs was van het Brill Building. Spector richtte in november 1961 het eigen label Philles Records op. Ook de derde single Uptown (maart 1962) voor de meidengroep The Crystals kwam uit de pen van Mann/Weil. Er volgden nog twee verdere composities voor Philles Records, tot dat met You've Lost That Lovin' Feelin' (november 1964) voor The Righteous Brothers een transatlantische tophit doorbrak. De door Phil Spector geproduceerde en gearrangeerde popballade behoort sindsdien tot de meest gespeelde songs aller tijden en ook tot de popklassiekers. Ook You're My Soul And Inspiration voor de gebroeders, dat in februari 1966 niet meer was verschenen bij Philles Records, was afkomstig van het intussen gevestigde auteursechtpaar. Deze schuwden ook niet om kritische songs te schrijven. Kicks voor Paul Revere & the Raiders bekritiseerde in de daaropvolgende maand het drugsgebruik, We Gotta Get Out Of This Place voor The Animals diende in juli 1965 als hymne tegen de Vietnamoorlog.
Voor B.J. Thomas schreven ze I Just Can't Help Believing (juni 1970), in totaal gecoverd door 40 artiesten (onder andere door Elvis Presley). Voor Dolly Parton schreven ze de song Here You Come Again, die zich na het uitbrengen in oktober 1977 ontwikkelde tot een miljoenenseller. Het werd Partons eerste crossover-hit en werd door BMI als meest gespeelde country-song van het jaar 1977 onderscheiden. Dan Hill zong Sometimes When We Touch (november 1977) naar de 3e plaats van de Amerikaanse hitlijst.
In samenwerking met Tom Snow schreef Cynthia Weil de tekst voor het aanstekelijke He's So Shy, verschenen in juli 1980 door The Pointer Sisters. In augustus 1981 bevorderden Mann/Weil de carrière van James Ingram met hun compositie Just Once. Linda Ronstadt en James Ingram zongen als duet de in december 1986 gepubliceerde hit Somewhere Out There (2e plaats VS-hitlijst), die in 1987 twee Grammy Awards kreeg voor de beste song van het jaar en de beste filmsong (voor de animatiefilm An American Tail). Linda Ronstadt in duet met Aaron Neville zongen Don't You Know Much (september 1989) naar de 2e plaats van de pophitlijst. De song Running With The Night ontstond samen met zijn vertolker Lionel Richie en bereikte na publicatie in juli 1983 een 7e plaats in de pophitlijst. Samen met Tommy Lee James schreef Weil de nummer 1-country-song Wrong Again (oktober 1998) voor Martina McBride.
Weil werd 82 jaar oud.

## Onderscheidingen
Volgens de BMI zijn voor Cynthia Weil in totaal 595 composities auteursrechtelijk geregistreerd. Ze behoort daarmee tot de grootste auteurs van de Amerikaanse popmuziek. In december 1999 publiceerde de BMI de top 100 Songs of the Century, een lijst van de meest gedraaide songs op radio en televisie. De lijst werd aangevoerd door You've Lost That Lovin' Feelin', waarvan meer dan acht miljoen exemplaren werden verkocht.
Cynthia Weil kreeg 56 pop-, country- en r&b-awards van BMI, waardoor de populariteit van de composities door radio- en televisie-opvoeringen werd erkend. Bovendien kreeg ze 60 Millionaire Awards voor nummers, die meer dan een miljoen keer opgevoerd zijn. Ze werd in 1987 opgenomen in de Songwriters Hall of Fame. De Rolling Stone plaatste haar in 2015 samen met haar echtgenoot op de 88e plaats van de 110 beste songwriters aller tijden.
- Bibsys: 5042676
- Biblioteca Nacional de España: XX1650258
- Bibliothèque nationale de France: cb14839023j (data)
- Gemeinsame Normdatei: 1056952474
- International Standard Name Identifier: 0000 0001 1561 6543
- Library of Congress Control Number: n95113977
- Nationale Bibliotheek van Letland: 000101453
- MusicBrainz: 6e764569-be4e-46b5-8e21-bee0fdf0c6f8
- Nationale bibliotheek van Australië: 35595910
- Nationale Bibliotheek van Israël: 987007317826505171
- Nationale en Universitaire bibliotheek Zagreb: 000062483
- Nederlandse Thesaurus van Auteursnamen: 256098999
- Virtual International Authority File: 121647568
- WorldCat: E39PBJbM7kGxcBFmfq7XxcxhpP